# 赤ちゃんが来た
『赤ちゃんが来た』（あかちゃんがきた）は、1993年発表の石坂啓のエッセイ、及びそれを原作として1994年11月14日から同年12月8日までNHKのドラマ新銀河にて放送されたテレビドラマ。

## 概要
朝日新聞に連載され、単行本は朝日新聞社より刊行。妊娠・出産・育児体験を綴った文章にイラストを添えたイラスト・エッセイの形式であり、広義の育児コミックといえる。ベストセラーとなり、作者の石坂はコメンテーターとしてメディア出演する機会が増えた。1996年に朝日文庫から文庫版を刊行。

## テレビドラマ

### キャスト
遠藤なつみ
演 - 沢口靖子
遠藤耕平
演 - 香川照之
藤本武志
演 - 梨本謙次郎
藤本香菜
演 - 麻生侑里
河本リエ
演 - 国舞亜矢
深見弦五郎
演 - 梅野泰晴
大原聡
演 - 松井範雄
吉沢時次郎
演 - 古藤芳治
神田進
演 - 中村繁之
飯山婦長
演 - 草村礼子
細谷照美
演 - 中里博美
石川由美
演 - 貴杉久美
監督
演 - 窪田吾郎
助監督
演 - 北村隆幸
悪役の俳優
演 - 桜井勝
老棋士
演 - 木島秀夫
カメラマン
演 - 佐藤裕一
堂島監督の声
演 - 岸野一彦
赤ちゃんの声
演 - 加藤匠
藤本万菜
演 - 市川麻里奈
夏目森太郎
演 - 田中健
高坂藍子
演 - 星由里子
高坂辰男
演 - 加山雄三
遠藤秋代
演 - 中原理恵
小田嶋天子
演 - 川上麻衣子

### スタッフ
- 脚本 - 宮村優子[1]
- 音楽 - 宮川彬良[1]
- 演奏 - ミュージックランド
- 特殊メイク指導 - 原口智生
- 医事指導 - 中村英世
- 制作統括 - 浅野加寿子[1]
- 美術 - 足立正美[1]
- 音響効果 - 栃木康幸[1]
- 技術 - 室敏雄[1]
- 編集 - 横山洋子
- 撮影 - 吉野照久
- 照明 - 大地祥嗣
- 音声 - 宮永賢一
- 映像技術 - 石田伸一
- 美術進行 - 佐波裕明
- 演出 - 田中賢二[1]
- 制作 - NHK

### 主題歌
- 「Lai-La〜邂逅〜」山下達郎